# Head Above Water (album)
Head Above Water – szósty studyjny album kanadyjskiej piosenkarki Avril Lavigne, który został wydany 15 lutego 2019 roku nakładem wytwórni BMG. W celu promocji wydawnictwa zostały wydane trzy single „Head Above Water”, „Tell Me It’s Over” oraz „Dumb Blonde” z gościnnym udziałem Nicki Minaj. Head Above Water czerpie inspirację z walki Lavigne z boreliozą, a ona sama opisuje album jako „emocjonalną podróż”.

## Lista utworów
| Nr  | Tytuł utworu                          | Autorzy                                         | Produkcja               | Długość |
| --- | ------------------------------------- | ----------------------------------------------- | ----------------------- | ------- |
| 1.  | „Head Above Water”                    | Avril Lavigne, Travis Clark                     | Stephan Moccio          | 3:40    |
| 2.  | „Birdie”                              | Lavigne, J.R. Rotem                             | J.R. Rotem              | 3:35    |
| 3.  | „I Fell in Love with the Devil”       | Lavigne                                         | Lavigne, Chris Baseford | 4:15    |
| 4.  | „Tell Me It’s Over”                   | Lavigne, Melissa Bel, Ryan Cabrera, Justin Gray | Johan Carlsson          | 3:09    |
| 5.  | „Dumb Blonde” (featuring Nicki Minaj) | Lavigne, Onika Maraj, Bonnie McKee              | Mitch Allan             | 3:34    |
| 6.  | „It Was in Me”                        | Lavigne, Lauren Christy                         | Carlsson                | 3:43    |
| 7.  | „Souvenir”                            | Lavigne, Christy                                | Jon Levine              | 2:57    |
| 8.  | „Crush”                               | Lavigne, Zane Carney, Carlsson                  | Carlsson                | 3:33    |
| 9.  | „Goddess”                             | Lavigne, Ross Golan, Carlsson                   | Carlsson                | 3:41    |
| 10. | „Bigger Wow”                          | Lavigne, Christy                                | Levine                  | 2:55    |
| 11. | „Love Me Insane”                      | Lavigne, Christy                                | Levine                  | 3:00    |
| 12. | „Warrior”                             | Lavigne, Chad Kroeger, Clark Baseford           | Lavigne                 | 3:45    |
|     |                                       |                                                 |                         | 41:47   |

## Notowania
| Lista przebojów (2019)              | Najwyższa pozycja |
| ----------------------------------- | ----------------- |
| Australia (ARIA Charts)             | 9                 |
| Austria (Ö3 Austria Top 40)         | 2                 |
| Belgia (Ultratop Flandria)          | 12                |
| Belgia (Ultratop Walonia)           | 25                |
| Czechy (ČNS IFPI)                   | 11                |
| Finlandia (Suomen virallinen lista) | 41                |
| Francja (SNEP Walonia)              | 34                |
| Hiszpania (PROMUSICAE)              | 18                |
| Holandia (MegaCharts)               | 18                |
| Irlandia (IRMA)                     | 25                |
| Japonia (Oricon)                    | 7                 |
| Kanada (Canadian Hot 100)           | 5                 |
| Niemcy (Media Control Charts)       | 3                 |
| Nowa Zelandia (Recorded Music NZ)   | 21                |
| Polska (OLiS)                       | 31                |
| Portugalia (AFP)                    | 11                |
| Słowacja (ČNS IFPI)                 | 35                |
| Stany Zjednoczone (Billboard 200)   | 13                |
| Szwajcaria (Alben Top 100)          | 4                 |
| Wielka Brytania (OCC)               | 10                |
| Włochy (FIMI)                       | 6                 |